# 村岡儆三
村岡 儆三（むらおか けいぞう、1887年〈明治20年〉 - 1963年〈昭和38年〉2月6日）は、日本の出版業者・印刷業者。神奈川県横浜市出身。父は聖書印刷で知られる村岡平吉、妻は翻訳家の村岡花子（後妻、後述）。母方の従姉妹に社会運動家の賀川ハルがいる。

## 経歴
横浜商業学校（後の横浜市立横浜商業高等学校）卒業後、1907年（明治40年）に父の営む福音印刷合資会社（後の福音印刷株式会社）に入社し、父の事業を助けた。1914年（大正3年）に同社の東京市（後の東京都）銀座進出後、銀座支店の責任者となった。1915年（大正4年）に結婚して長男をもうけたが、妻が結核を発病し、別居を余儀なくされた。
後に村岡花子（当時は安中姓）の翻訳原稿を読んで興味を抱き、花子の翻訳による『モーセが修学せし國』の印刷人を務めた縁で1919年（大正8年）4月8日に花子と出逢い、やがて恋に落ちた。同年10月24日に結婚。東京市大森新井宿（後の東京都大田区大森）を新居とした。
1922年（大正11年）、福音印刷創業25周年を機に、父の平吉から社の経営を引き継いだ。間もなく平吉が死去し、自身は専務取締役、弟の斎（ひとし）が常務取締役となった。兄弟で父の遺志を継いで社を営もうとした矢先、翌1923年（大正12年）の関東大震災で福音印刷が倒壊。斎が死亡した上、社の役員の裏切りに遭って社の復興もかなわなくなり、倒産。別の家へ養子に行っていた先妻との間の子も震災で失い、経済的にも精神的に大きな打撃を被るが、花子の献身的な支えにより、印刷業での再起を志した。
1926年（大正15年）、片山広子、守屋東、本田増次郎らの支援を受け、自宅に小規模ながら出版社兼印刷所「青蘭社書房」を創業。女性と子供のための本を安価に提供することを趣意として、花子と二人三脚での運営を始め、花子の翻訳した書籍の出版の場ともなった。1930年（昭和5年）には同社機関誌『家庭』（後に『青蘭』に改題）を創刊。生活に基調を置いた「生活派」の文学を提唱し、子供も大人も楽しめる家庭文学に、花子とともに希望を込めて取り組んだ。その後も戦中から戦後へと続く時代を、花子とともに生き抜いた。
1963年に自宅での夕食後、心臓麻痺で死去。75歳没。

## 花子とのエピソード

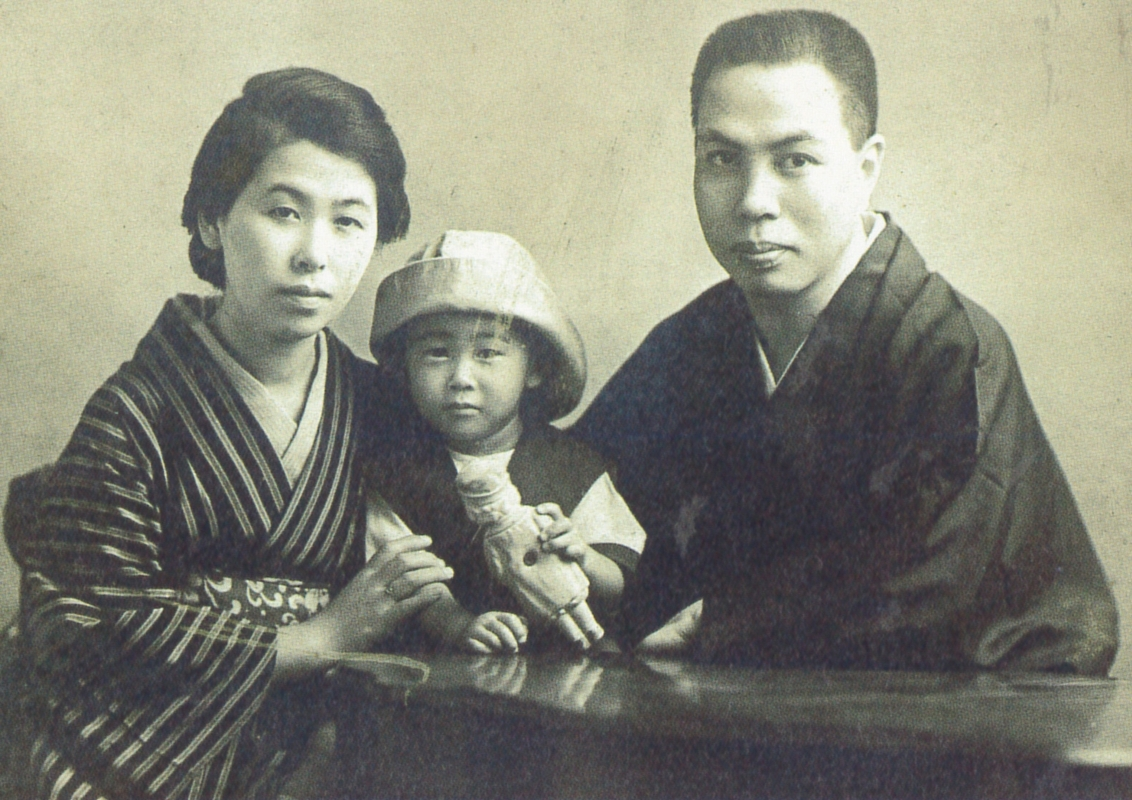
村岡儆三・花子夫妻と、5歳で早世した長男・道雄。1922年、道雄の3歳の誕生日の記念写真。

花子との出逢いの当時はまだ先妻と籍を入れたままであり、妻帯者の身での禁断の恋であった。花子との往復書簡（ラブレター）の文面にもその激情と葛藤が現れており、その数は出逢いから結婚までの半年間で70通以上に昇った。
2人を引き合わせた『モーセが修学せし國』の奥付には、発行人の名を挟んで「訳者 安中花子」「印刷人 村岡儆三」と2人の名前が並んでいる。その横には花子の自筆で「大正八年五月二十五日 魂の住家みいでし記念すべき日に 花子」と記されており、これは2人が初めてキスをかわした日付である。
結婚から10年以上を経た頃には、「妻は3歩下がって夫に従う」といわれた時代にあって、彼と花子は2人連れ添っての外出が多く、おしどり夫婦として評判であった。近所の人々は、当時周辺に出没していた浮浪者夫婦「おしゃれ乞食」を引き合いにだし、「この界隈で肩並べて歩くのは『おしゃれ乞食』と村岡さんのところぐらい」と噂していた。花子の文学業の多忙さには理解を示し、東芝で製作されたばかりの撹拌式洗濯機の購入、当時としては珍しかったオーブンの購入、台所の改修などで家事の軽減を図った。
英語、ドイツ語、ラテン語に通じ、キリスト教徒として聖書にも詳しいことから、夫としてのみならず、花子の翻訳家としての良き相談相手でもあった。